# Immobili (singolo)
Immobili è il quinto singolo dei Negrita estratto dall'album Dannato vivere, pubblicato il 25 ottobre 2011. Il singolo è stato distribuito il 20 aprile 2012 in tutte le radio ufficiali italiane.

## Il singolo
Dopo il successo del quarto singolo singolo Dannato vivere il giorno 20 aprile 2012 viene lanciato come quinto singolo la canzone Immobili.

## Video
Il video del singolo Immobili è stato pubblicato il giorno 20 aprile 2012. Il video è stato diretto da Adam Antony e le riprese sono state fatte ad Hollywood. Il protagonista del video è un barbone, uno "sconfitto", che grazie al suo distacco, alla sua silenziosa solitudine, può vedere quello che a un'isterica e insensibile umanità metropolitana sembra sfuggire. Sotto ai suoi occhi ispirati, liberata dai movimenti da una bacchetta improvvisata, la realtà si manifesta impennandosi in un crescendo misterioso che tutti si sforzano di non vedere, ma li riguarda da vicino.

## Tracce
1. Immobili – 4:03 (Fabrizio Barbacci, Paolo Bruni, Enrico Salvi, Cesare Petricich)

## Formazione
- Paolo "Pau" Bruni - voce
- Enrico "Drigo" Salvi - chitarra e voce
- Cesare "Mac" Petricich - chitarra
- Franco "Franky" Li Causi - basso
- Cristiano Dalla Pellegrina - percussioni